# Big Bay
Big Bay – jednostka osadnicza w Stanach Zjednoczonych, w stanie Michigan, w hrabstwie Marquette.